# Aby śmierć miała znaczenie
Aby śmierć miała znaczenie – debiutancki album studyjny polskiego rapera Bedoesa i producenta muzycznego Kubiego Producenta. Wydawnictwo ukazało się 17 lutego 2017 roku nakładem wytwórni muzycznej SB Maffija Label.
Album zadebiutował na 1. miejscu OLiS-u i uzyskał status platynowej płyty.
Gościnnie na płycie udzielili się: Białas, Solar, Beteo, Kuqe i ReTo.

## Lista utworów[4]
1. „Łk 1, 46-55”
2. „NFZ”
3. „Biały i młody”
4. „Hymn” (gościnnie: Białas, Solar)
5. „Napad”
6. „Raz” (gościnnie: Beteo)
7. „Gang, gang, gang”
8. „Aby śmierć miała znaczenie”
9. „Kolega brata rapera”
10. „Jon Snow” (gościnnie: White)
11. „Papito” (gościnnie: Kuqe)
12. „Typie” (gościnnie: ReTo)
13. „C’est la Vie”
14. „Anioły”